# Marcela Tamm
Marcela Tamm Rabello - (Brasília, 15 de abril de 1967), é uma cineasta, continuísta, figurinista e professora brasileira.

## Vida pessoal e carreira
Marcela Tamm teve dois filhos, João e Manuel Rabello Alvim, com seu primeiro marido Pedro de Andrade Alvim. 
Entrou na Universidade de Brasília (UnB) para fazer Biblioteconomia, mas acabou mudando para Cinema, onde se formou. Depois, fez mestrado em cinema e multimídia na Sorbonne e mestrado em Comunicação na UnB.
Trabalhou com grandes cineastas brasileiros. Realizadora de documentários, ficções e animações autorais, começou como figurinista e passou a ser continuísta e finalmente diretora e roteirista. Atualmente trabalha como diretora de programas de televisão. Participa da Associação Brasiliense de Cinema e Vídeo – ABCV.

## Trabalhos
- Mãe (2019)
- A Repartição do Tempo (2015)
- O Cachorro Espadachim (2015)
- Até que a casa caia (2013)
- Lauro Davidson (2008)
- Carroceiros de Brasília (2008)
- Cascalho (2004)[4]
- Mário (2000)
- Jairo (1999)[5]
- Ed Mort (1997)
- A Escada (1996)
- Dente Por Dente (1994)
- A Terceira Margem do Rio (1994)
- A Estrada (1993)
- Césio 137 - O Pesadelo de Goiânia (1990)